# 鐘ヶ江英夫
鐘ヶ江 英夫（かねがえ ひでお）は、日本の古美術商。実家の美術商「古美術鐘ヶ江」を継ぐ。

## 経歴
京都造形芸術大学 環境デザイン科を卒業後、日本の美術工芸を独自のデザイン思考で再構築を試みている。

## 出演
- KOGEI Next 超絶技巧×社会性で 日本のアートを世界に発信｜鐘ヶ江 英夫（古美術鐘ヶ江）事業構想
- 超絶技巧に、ビジネスチャンスあり！｜電通報

## 取材実績
- 「100年後に恥をかきたくない。だから私は、今この2人を評価する」｜ 前原冬樹×本郷真也×鐘ヶ江英夫 THE RACE